# Filles de Jésus de Vérone
Ne doit pas être confondu avec Filles de Jésus (Salamanque) ou Filles de Jésus (de Kermaria).
Les Filles de Jésus de Vérone (en latin : Congregatio Filiarum a Iesu) sont une congrégation religieuse féminine enseignante de droit pontifical.

## Histoire
La congrégation est fondée par Pierre Leonardi (1769-1844) qui crée plusieurs associations pour l'assistance gratuite des malades et l'enseignement des orphelins. En 1812, il fonde les filles de Jésus à Vérone dans le but de remplacer les congrégations enseignantes supprimées. L'institut est approuvé en 1866 par Louis de Canossa, évêque de Vérone ; les Filles de Jésus connaissent une diffusion rapide.
L'institut reçoit le décret de louange le 21 décembre 1941, il est définitivement approuvées par le Saint-Siège le 1er décembre 1954.

## Activités et diffusion
Les sœurs se dédient à l'enseignement.
Elles sont présentes en.
- Europe : Italie.
- Amérique : Argentine, Brésil.
- Afrique : Angola, Côte d'Ivoire.

La maison-mère est à Vérone.
En 2017, la congrégation comptait 255 sœurs dans 45 maisons.